# Jean-Baptiste Cartier
Pour les articles homonymes, voir Cartier.
Jean-Baptiste Cartier (Avignon, 28 mai 1765 – Marseille, 21 mai 1841) est un violoniste, pédagogue, compositeur et éditeur de musique classique français.

## Biographie
Jean-Baptiste Cartier, fils d'un danseur, reçoit ses premières leçons de violon d'un prêtre du nom de Walraef, à Marseille. Déjà bien formé, il se rend à Paris en 1783, pour travailler auprès de Giovanni Battista Viotti. Viotti le présente à la cour, où Cartier est engagé de 1785 jusqu'à la Révolution comme violoniste accompagnateur de la reine Marie-Antoinette. En 1791, Cartier est nommé en tant que vice-premier violon à l'Opéra de Paris, position qu'il conserve jusqu'en 1821. De 1804 à 1830, il est successivement membre de la Musique de Napoléon (1804) et ensuite de la chapelle de la cour des rois Louis XVIII (1815) et Charles x, jusqu'à sa dissolution en 1830. Cartier enseigne de nombreux élèves du conservatoire, bien qu'il n'y soit pas employé. Il a une grande influence sur la jeune génération de violonistes, par son œuvre théorique, où son Art du violon est publié par le conservatoire pour la première fois en 1798 et connaît trois réimpressions jusqu'à l'édition de 1803. Intéressé par la musique des temps passés, Cartier possédait une collection d'instruments historiques rares,.

## Œuvres

### Œuvres instrumentales (sélection)
Jean-Baptiste Cartier a composé de nombreux caprices, études, plusieurs collections de duos, ainsi que quelques concertos pour violon, symphonies et deux opéras qui n'ont jamais été montés. François-Joseph Fétis, qui le connaissait personnellement, possédait des manuscrits qu'il a publié, entre autres :
- Airs Variés d'opéras de Grétry, Mozart et Salieri, op. 3
- 6 Sonates pour violon et basse, op. 6
- Sonate dans le style de Monsieur de Lully (« à corde ravalée » Scordatura), accompagné d'un second violon, op. 7[4]
- Six duos pour deux violons, opus 9[5]
- Six duos, opus 11[6]
- 3 Grands Duos, dialogués et concertants, op. 14

### École du violon
Le mérite spécial de Cartier est d'intégrer dans son manuel, l'étude des maîtres anciens, comme une partie intégrante de l'enseignement de l'instrument. 
- L'Art du violon ou Collection choisie dans les sonates des écoles italienne, française et allemande (Paris, Decombe 1798 et 1799)
- La troisième édition augmentée de L'Art du violon ou de la Division des écoles choisies dans les sonates (Paris, 1803). Le total paru dans cette troisième édition est de 154 sonates ou mouvement de sonate de maîtres connus du début du XVIIIe siècle. Cartier publie pour la première fois, plusieurs œuvres, par exemple, de Giuseppe Tartini (la sonate trille du diable en possession de Pierre Baillot et L'Arte del arco , avec ses 50 Variations sur un thème en gavotte de Corelli), Pietro Nardini, (Sonate énigmatique), Gaetano Pugnani et Johann Sebastian Bach (Fugue en ut majeur pour violon seul), qui circulait jusque-là uniquement en tant que copies manuscrites. Dans l'introduction de la première partie, les éléments de base du violon, Cartier utilise les manuels de Francesco Geminiani, Leopold Mozart et Théodore-Jean Tarade. Il rédige lui-même une partie pédagogique et le chapitre des différents éléments techniques. Une édition fac-similé est paru en 1972, qui attire l'attention dans le domaine de l'interprétation historique.
- Dissertation sur le violon (Paris, 1828)[1]